# Teoría social cognitiva de la moral
La teoría social cognitiva de la moral intenta explicar cómo el pensamiento moral, en interacción con otros determinantes psicosociales, rige la conducta moral individual. La teoría cognitiva social adopta una perspectiva "interaccionista" del desarrollo de la conducta moral. Los factores personales del individuo, como el pensamiento moral individual, las reacciones emocionales al comportamiento, la conducta moral personal y los factores de su entorno, interactúan entre sí y se afectan mutuamente. La teoría cognitiva social se opone, en muchos aspectos, a las teorías por etapas del razonamiento moral. La teoría cognitiva social intenta comprender por qué un individuo utiliza un nivel inferior de razonamiento moral cuando, en teoría, se encuentra en un nivel superior. También intenta explicar el modo en que las interacciones sociales ayudan a formar nuevas normas morales, así como a modificar las existentes. La influencia del modelado y otros factores sociales similares se exploran como funciones del crecimiento y el desarrollo. Albert Bandura también cree que el desarrollo moral se entiende mejor si se considera una combinación de factores sociales y cognitivos, especialmente los que implican autocontrol.

## Teorías de las etapas
Las teorías basadas en la creencia de que los diferentes tipos de pensamiento moral aparecen en una secuencia, de una forma de pensar a otra, invariablemente, se consideran teorías de etapas. Tanto las teorías de Kohlberg como las de Piaget sobre el desarrollo del razonamiento moral sostienen que el desarrollo se produce por etapas y que las estrategias de razonamiento menos complejas de las etapas inferiores se abandonan en favor de las estrategias más complejas de la siguiente. En esencia, la preferencia por los niveles superiores de pensamiento moral es la propuesta subyacente de las teorías de los estadios, aunque no está claro qué hace que el pensamiento moral de nivel superior sea superior al de nivel inferior. Sin embargo, las teorías de los estadios tienden a restar importancia al efecto del aprendizaje social en el individuo y a la influencia que puede tener el entorno en determinadas situaciones de razonamiento moral. Por ejemplo, incluso para los individuos que se encuentran en una etapa superior de su desarrollo moral, algunos razonamientos pueden tener en cuenta el Estado de derecho, otros las consecuencias sociales y otros los sentimientos personales. Por tanto, es posible que existan tendencias de desarrollo en el razonamiento moral, pero la influencia de la sociedad y el aprendizaje que se produce a partir de ella son demasiado variados como para producir tipos morales uniformes en el desarrollo de todos los individuos. Bandura también creía que las creencias morales se formaban en la infancia durante el desarrollo.

## El punto de vista de Bandura
Bandura sostiene que, al desarrollar un yo moral, los individuos adoptan normas de lo que está bien y lo que está mal que sirven de guía y restricción de la conducta. En este proceso de autorregulación, las personas supervisan su conducta y las condiciones en las que se produce, la juzgan en relación con las normas morales y regulan sus acciones por las consecuencias que se aplican a sí mismas. Hacen cosas que les proporcionan satisfacción y sensación de autoestima. Suelen abstenerse de realizar conductas que violan sus normas morales para evitar la autocondena. Por lo tanto, las autosanciones mantienen las conductas en línea con las normas internas. Según Bandura, la moralidad se basa en la autorregulación más que en el razonamiento abstracto. También sostiene que el razonamiento moral sigue el mismo continuo de desarrollo que otros procesos mentales: de lo concreto a lo abstracto.

## Contribución social y familiar
La teoría social cognitiva de la moral sostiene que los valores personales y las normas de conducta de cada individuo surgen de muchas fuentes de influencia diferentes y se mantienen gracias a la promoción institucional. También sostiene que una realidad social amplia y dinámica es la que rige la adopción de los valores personales y las normas de conducta. Afirma que el aprendizaje del entorno social es un proceso continuo y que los valores y normas personales que se adquieren a medida que el individuo desarrolla su pensamiento moral pueden elaborarse y modificarse o abandonarse en favor de nuevos valores y normas. La teoría cognitiva social de la moralidad es interaccionista y postula que el desarrollo del razonamiento moral es producto tanto de la familia como de la sociedad en general. Por lo tanto, como los niños están expuestos repetidamente a los valores y normas de conducta no solo de sus padres, sino también de sus compañeros, posibles hermanos y otros adultos con los que interactúan en su vida, tienden a desarrollar valores y normas que son compuestos de diferentes características de su mundo familiar y social. Por ejemplo, las investigaciones sobre el razonamiento moral en individuos expuestos a traumas infantiles crónicos han puesto de relieve alteraciones en su forma de responder a dilemas morales. En comparación con las mujeres sanas, las mujeres con trastorno de estrés postraumático (TEPT) debido a un trauma infantil complejo eran menos propensas a aprobar acciones utilitarias en dilemas que implicaban infligir daño físico directo.

## Factores determinantes que interactúan
Existen tres fuentes de influencia que interactúan entre sí: "la conducta, la cognición y otros factores personales, y los factores ambientales". Se cree que la conducta moral está regulada por la influencia del pensamiento y las sanciones autoimpuestas, la conducta conductual y la sociedad de la que se forma parte. La conducta en sí puede producir dos conjuntos de consecuencias, "reacciones autoevaluativas y efectos sociales", y estas dos consecuencias pueden ser influencias complementarias u opuestas en la conducta de un individuo. A menudo, para aumentar la compatibilidad entre las normas personales que uno tiene y las normas sociales, los individuos suelen elegir interactuar con otros que comparten sus normas. El propio comportamiento se ve especialmente influido por las influencias externas, sobre todo en ausencia de una norma interna sólida. En este caso, los individuos pueden adoptar un estilo "pragmático", que les permite adaptar su comportamiento a la situación en la que se encuentran. También es frecuente que las normas morales personales entren en conflicto con las presiones sociales. Sin embargo, los individuos pueden defender sus acciones con distintos tipos de razonamiento moral, incluso ante la participación en conductas perjudiciales o dañinas.